# Tarcza nerwu wzrokowego
Tarcza nerwu wzrokowego, krążek nerwu wzrokowego (łac. discus nervi optici, papilla) – miejsce w obrębie siatkówki, w którym wychodzi z niej nerw wzrokowy.
U człowieka tarcza nerwu wzrokowego leży przyśrodkowo od tylnego bieguna gałki ocznej w odległości 3 mm, na wysokość zaś 0,7 mm powyżej tegoż bieguna.
Krążek nerwu wzrokowego tworzony jest przez neuryty, które opuszczają siatkówkę oka i zbierają się w nerw wzrokowy, kierujący się do mózgu. Wspomniane zakończenia nerwowe zbierają się na niewielkiej przestrzeni. Miejsce, w którym łączą się, średnicy od 1,5–1,7 u człowieka–2 do 6 mm, wznosi się nieznacznie ponad otaczającą siatkówkę (u człowieka za życia zdrowa tarcza pozostaje na poziomie siatkówki, wbrew dawnym poglądom i nazwie), od której się wyraźnie odgranicza. Wyróżnia je nawet barwa. Jest ono bowiem szarawe lub biało-żółte, u człowieka białawe bądź bladoróżowe (widziane we wzierniku). Barwa ta zależy bowiem od wypełnionych krwią naczyń włosowatych, prócz prawie że przezroczystych wypustek nerwowych i przeświecającej blaszki sitowej. Jest nieco jaśniejsza po stronie skroniowej, za co odpowiada mniejsza grubość wiązki tarczowo-plamkowej. Kształt jego zależy od taksonu. Bydło domowe cechuje się owalnym krążkiem, mniejsze przeżuwacze zaś okrągłym. Świnia domowa ma także okrągłą tarczę, koń zaś owalną. Drapieżne posiadają krążki okrągłe. U człowieka ma kształt okrężny bądź owalny. Granice tarczy nerwu wzrokowego zazwyczaj wyraźnie widać, choć brzeg nosowy może być nieraz zamazany, jako że przebiega przezeń większa ilość zakończeń nerwowych.
Środkowa część krążka nerwu wzrokowego określana jest mianem wgłębienia tarczy bądź zagłębienia krążka (excavatio disci, excavatio papillae). U człowieka rzeczywiście leży tam niezbyt głębokie zagłębienie, rozpoznawane podczas badania oftalmoskopem po jaśniejszym kolorze. Znajdują się tam naczynia krwionośne: tętnica środkowa siatkówki i żyła środkowa siatkówki. Przez to używa się określenia wnęka naczyniowa nerwu wzrokowego. Oba te naczynia oddają gałęzie, u człowieka tętnica już na samej tarczy albo jeszcze wcześniej, tak że na tarczy nie ma już nawet pnia tętnicy środkowej siatkówki, a jedynie jej odgałęzienia. Niekiedy stwierdza się obecność haczykowato zawracającej tętniczki rzęskowo-siatkówkowej, natomiast analogiczna żyła stanowi rzadkość. Gałęzie naczyń środkowych siatkówki tworzą koło naczyniowe nerwu wzrokowego. Na dnie wnęki naczyniowej można niekiedy dostrzec otwory blaszki sitowej przepuszczające zakończenia nerwowe, widoczne w postaci szarego cętkowania.
Wokół tarczy nerwu wzrokowego u człowieka można dostrzec dwa pierścienie, często niecałkowite. Wewnętrzny cechuje się kolorem białym i odpowiada on twardówce. Zewnętrzny pierścień jest ciemniejszy. Jego obecność wynika z nagromadzenia barwnika przez nabłonek barwnikowy siatkówki.
Krążek nerwu wzrokowego wyróżnia się również histologią. Nie znajdzie się w nim komórek receptorowych (czopki, pręciki), nie ma też innych typowych dla siatkówki elementów. Po prostu wychodzą tam zakończenia nerwowe.
Krążek nerwu wzrokowego nie jest wrażliwy na docierające nań kwanty światła, nie tworzy się na nim obraz.